# Lutowiska (gemeente)

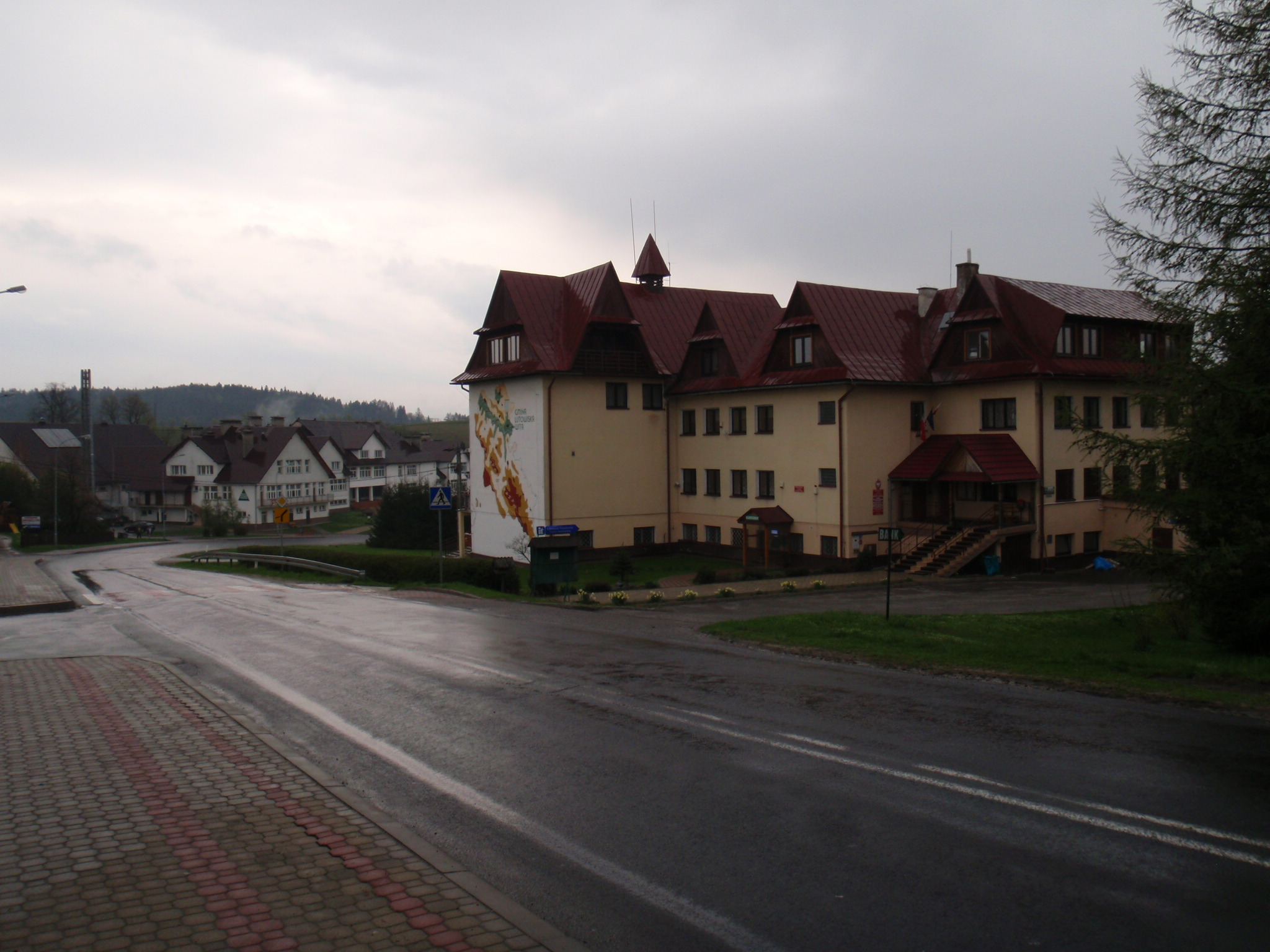
Gemeentehuis

De gemeente Lutowiska is een landgemeente in het Poolse woiwodschap Subkarpaten, in powiat Bieszczadzki.
De zetel van de gemeente is in Lutowiska.
Op 30 juni 2004 telde de gemeente 2221 inwoners.

## Oppervlakte gegevens
In 2002 bedroeg de totale oppervlakte van gemeente Lutowiska 475,85 km², waarvan:
- agrarisch gebied: 11%
- bossen: 82%

De gemeente beslaat 41,81% van de totale oppervlakte van de powiat.

## Demografie
Stand op 30 juni 2004:
| Omschrijving                   | Totaal | Totaal | Vrouwen | Vrouwen | Mannen | Mannen |
| ------------------------------ | ------ | ------ | ------- | ------- | ------ | ------ |
| eenheid                        | aantal | %      | aantal  | %       | aantal | %      |
| inwoners                       | 2221   | 100    | 1051    | 47,3    | 1170   | 52,7   |
| bevolkingsdichtheid (inw./km²) | 4,7    | 4,7    | 2,2     | 2,2     | 2,5    | 2,5    |

In 2002 bedroeg het gemiddelde inkomen per inwoner 1790,68 zł.

## Administratieve plaatsen (sołectwo)
- Lutowiska (gemeentezetel)
  - Krywka
  - Smolnik
  - Żurawin
- Chmiel
- Dwernik
- Stuposiany
  - Procisne nad rzeką San,
  - Pszczeliny
- Ustrzyki Górne
  - Wołosate
- Zatwarnica
  - Hulskie
  - Brzegi Górne
- miejscowośći
  - Beniowa,
  - Bereżki,
  - Bukowiec,
  - Caryńskie,
  - Dwerniczek nad rzeką San,
  - Dydiowa,
  - Dźwiniacz Górny,
  - Krywe,
  - Łokieć,
  - Muczne,
  - Nasiczne,
  - Sianki,
  - Skorodne,
  - Sokoliki Górskie,
  - Tarnawa Niżna,
  - Tarnawa Wyżna,

## Aangrenzende gemeenten
Cisna, gmina Czarna. De gemeente grenst aan Oekraïne.